# 佐藤るり
佐藤 るり（さとう るり、1984年6月2日 - ）は、日本の元AV女優。東京都出身。

## 略歴
2004年、VIP専属女優としてAVデビュー。
2005年8月、MOODYZよりとしてセルデビュー。
2014年10月2日発売の「週刊文春」が、佐藤るりは日経新聞の女性記者であった鈴木涼美であると報じた。

## 作品

### アダルトビデオ
2004年
- BOMBER!!（11月30日(レンタル）/12月17日(セル）、VIP）
- Cover Girl(レンタル）/ZOOM　佐藤るり(セル）（12月31日(レンタル）/2005年1月28日(セル）、VIP）

2005年
- 御注文はコスプレですね。(レンタル）/G cup レストラン(セル）（1月31日(レンタル）/2005年2月25日(セル）、VIP）
- 裏煩(レンタル）/裏煩　佐藤るり HARD(セル）（2月28日(レンタル）/3月18日(セル）、VIP）
- Gカップ風俗(レンタル）/佐藤るり Gカップ風俗SPECIAL(セル）（3月31日(レンタル）/4月22日(セル）、VIP）
- 佐藤るりは思いつきでSEXをする。(レンタル）/佐藤るりは思いつきでSEXをする。完全版(セル）（4月29日(レンタル）/5月27日(セル）、VIP）
- トリプルGカップに甘えさせてアゲル（8月13日、MOODYZ）
- 爆乳MAX FUCKER（9月1日、アイデアポケット）
- THE 巨乳女子高生 4（12月10日、ドリームチケット）
- 熱帯ヌーディスト（12月15日、トップワン）

2006年
- 電脳調教（1月7日、アタッカーズ）共演:三上翔子
- メタモルフォーゼ（1月20日、トップワン）
- 燃えるゴミ女 凌辱発火点（1月25日、OPERA［オペラ］）
- THE巨乳義妹 2 ［キケンな距離感］（2月10日、ドリームチケット）
- ザーメン依存症（2月15日、トップワン）
- B*Lady [クールな巨乳のホットな誘惑]（3月10日、ドリームチケット）
- Double*G（4月29日、ワープエンタテインメント）
- 爆乳ヘクトパスカル（7月6日、GLAY'z）
- 蛇縛の極道挽歌 2（9月7日、アタッカーズ）
- 背徳のM調教 〜高学歴の女・秘められた過去〜（10月7日、アタッカーズ）
- 電脳調教3（11月7日、アタッカーズ）

2007年
- 透けフェチBODY 佐藤るり（1月1日、ワンズファクトリー）
- 監禁24 巨乳GAL Season 1（1月6日、グローリークエスト）
- ハメ撮り!中出し! めがねっ娘!（2月10日、グローリークエスト）
- 巨乳LOVE5 1440cm!総勢16人の巨乳ギャル（2月10日、隼エージェンシー）
- エロかわモデル強姦中出し II（2月19日、BRAVO）
- オナニスト ［第十六章］（3月10日、隼エージェンシー）
- オンナは四足歩行で発情する（3月15日、T＆Communication’s）
- 巨乳ギャル強姦中出し3（3月19日、BRAVO）
- 極上手コキ Vol.2（3月19日、BRAVO）
- 女教師レイプ2 レイプされる9人の女教師（4月12日、隼エージェンシー）
- フェラコレ2007春SP（4月12日、隼エージェンシー）
- 強制中出し2 無理矢理中出しされた7人の女たち（4月19日、BRAVO）
- 近親相姦9ストーリー 第3章（5月12日、隼エージェンシー）
- こだわりの手コキ 4時間SP 4 40人のハンドメイド（5月12日、隼エージェンシー）
- オナニー30連発! オナニスト30人のひとりエッチ（5月19日、BRAVO）
- 発情OL オフィスで… 21（6月15日、クリスタル映像）
- ハイスクール!巨乳組2（6月21日、V&Rプロダクツ）
- キスマニア Vol.3（7月19日、BRAVO）
- ひぐらしがなく頃に（7月27日、TMA）※園山 醜音役
- エッチなお姉さんに誘われて 26（7月27日、クリスタル映像）
- 黒ストッキングの女性社員たち（8月10日、I.B.WORKS）

2010年
- オペラ5周年記念DVD24時間6枚組（12月25日、オペラ）

### オリジナルビデオ
- サバイブ2 女たちの最終形態 第二幕（2006年7月21日、AMGエンタテインメント）